# Salterio di Stoccarda
Il Salterio di Stoccarda (Württembergische Landesbibliothek Stuttgart, Bibl. fol. 23) è un salterio riccamente miniato del IX secolo, considerato uno dei più significativi del periodo carolingio. Scritto in minuscola carolina, contiene 316 immagini che illustrano il Libro dei Salmi secondo il rito gallicano. È stato archiviato dalla fine del XVIII secolo presso la Württembergische Landesbibliothek di Stoccarda.

## Storia
Grazie alle analisi paleografiche condotte da Bernhard Bischoff negli anni sessanta del Novecento, è ormai comunemente accettato che il manoscritto abbia avuto origine intorno all'820 nello scriptorium di St. Germain-des-Prés a Parigi, un monastero reale che godeva del patrocinio personale di Carlo Magno. Non si conosce il proprietario o il finanziatore originario del libro.
La prima menzione dell'esistenza del manoscritto si trova in una lettera del 1787 relativa alla sua vendita a Carlo II Eugenio di Württemberg e la sua presenza nella Württembergische Landesbibliothek di Stoccarda è registrata per la prima volta nel 1818.

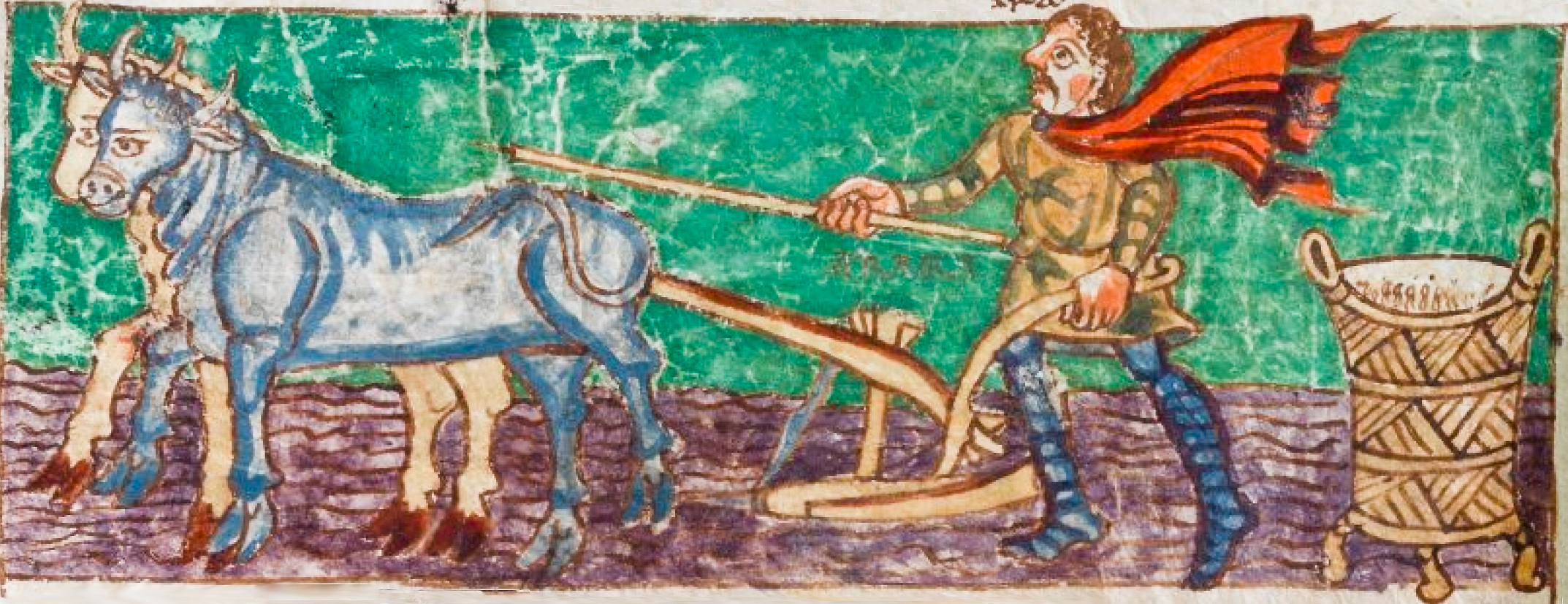
Salterio di Stoccarda Fol. 256

## Descrizione

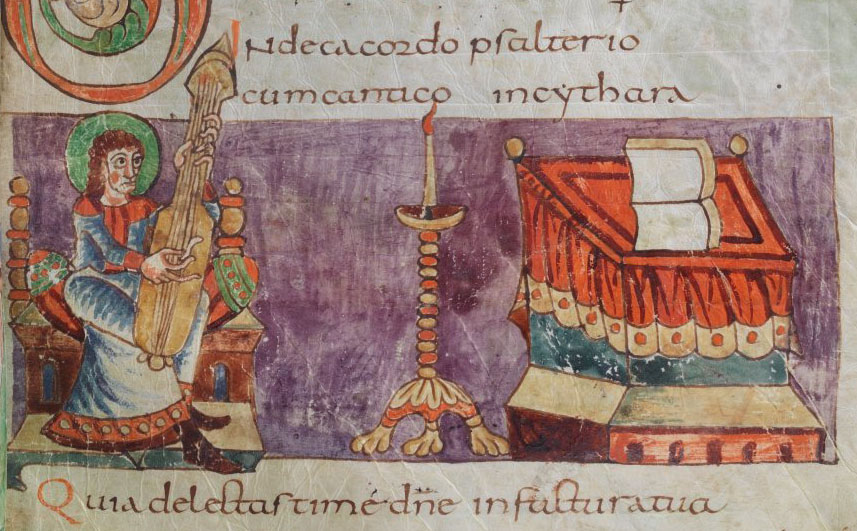
Salterio di Stoccarda, Folio 23 - Miniatura 108r

Il Salterio di Stoccarda contiene 162 iniziali decorate, di cui una all'inizio di ogni salmo che presentano motivi floreali, geometrici, zoomorfi e intrecciati. Il testo è scritto in minuscolo carolingio. All'interno di ogni salmo sono incluse due o tre miniature, che possono essere classificate in tre modi: letterali, che illustrano il testo del salmo vero e proprio; storiche, in cui il testo del salmo si riferisce ad altri episodi della Bibbia ebraica; o cristologiche, in cui il testo è visto come predittivo o rilevante per la vita di Cristo nel Nuovo Testamento.
Il Salterio di Stoccarda è di grande interesse per gli storici carolingi per il dettaglio e la varietà degli oggetti contemporanei che ritrae, un elenco parziale dei quali potrebbe includere: piante e animali, architettura, battaglie e militaria, abiti e moda, ruoli di genere, aspetto dei nobili franchi, demonologia, agricoltura, rappresentazione di ebrei immaginari, tecniche di caccia e agricoltura, rituali ecclesiastici e paramenti sacerdotali, strumenti musicali e altro ancora. Il manoscritto presenta anche una serie di mostri, unicorni, animali, figure allegoriche e probabilmente le prime rappresentazioni di un organo a canne a mantice e di un “uomo verde” nell'Alto Medioevo.